# Mina de oro de Mponeng
Mponeng es una mina de oro en la provincia de Gauteng en Sudáfrica. Anteriormente conocido como Western Deep Levels #1 Shaft, los trabajos subterráneos y de superficie empezaron en 1987. Se extiende a lo largo de 4 kilómetros debajo de la superficie. lo que la hace actualmente la mina más profunda del mundo desde el nivel del suelo. El viaje desde la superficie hasta el fondo de la mina dura más de una hora.
Cada día se excavan más de 5400 toneladas de roca en Mponeng. A un precio de $19,4 por gramo de oro, la mina solo necesita extraer 10 gramos de oro por tonelada excavada para seguir siendo rentable. La mina contiene al menos dos arrecifes de oro, con el más profundo de un metro de espesor.
A partir de 2022, los costos totales de producción fueron de U$s 1771 por onza. Incluso a precios del oro casi récord, Mponeng apenas alcanza el punto de equilibrio.
Harmony Gold compró la mina a AngloGold Ashanti en septiembre de 2020 pagando aproximadamente U$s 300 millones.

## Condiciones físicas
La temperatura de la roca alcanza 66 °C y se bombea hielo en suspensión bajo tierra para enfriar el aire del túnel por debajo de 30 °C.  Una mezcla de concreto, agua y roca se inyecta en las áreas excavadas, lo que además actúa como aislante.  Las paredes del túnel están aseguradas con hormigón proyectado flexible reforzado con fibras de acero, que se mantiene en su lugar mediante una red de malla. 
En 2008, los investigadores que buscaban organismos extremófilos descubrieron la bacteria Desulforudis audaxviator presente en muestras de agua subterránea de kilómetros de profundidad en la mina.

## En la cultura popular

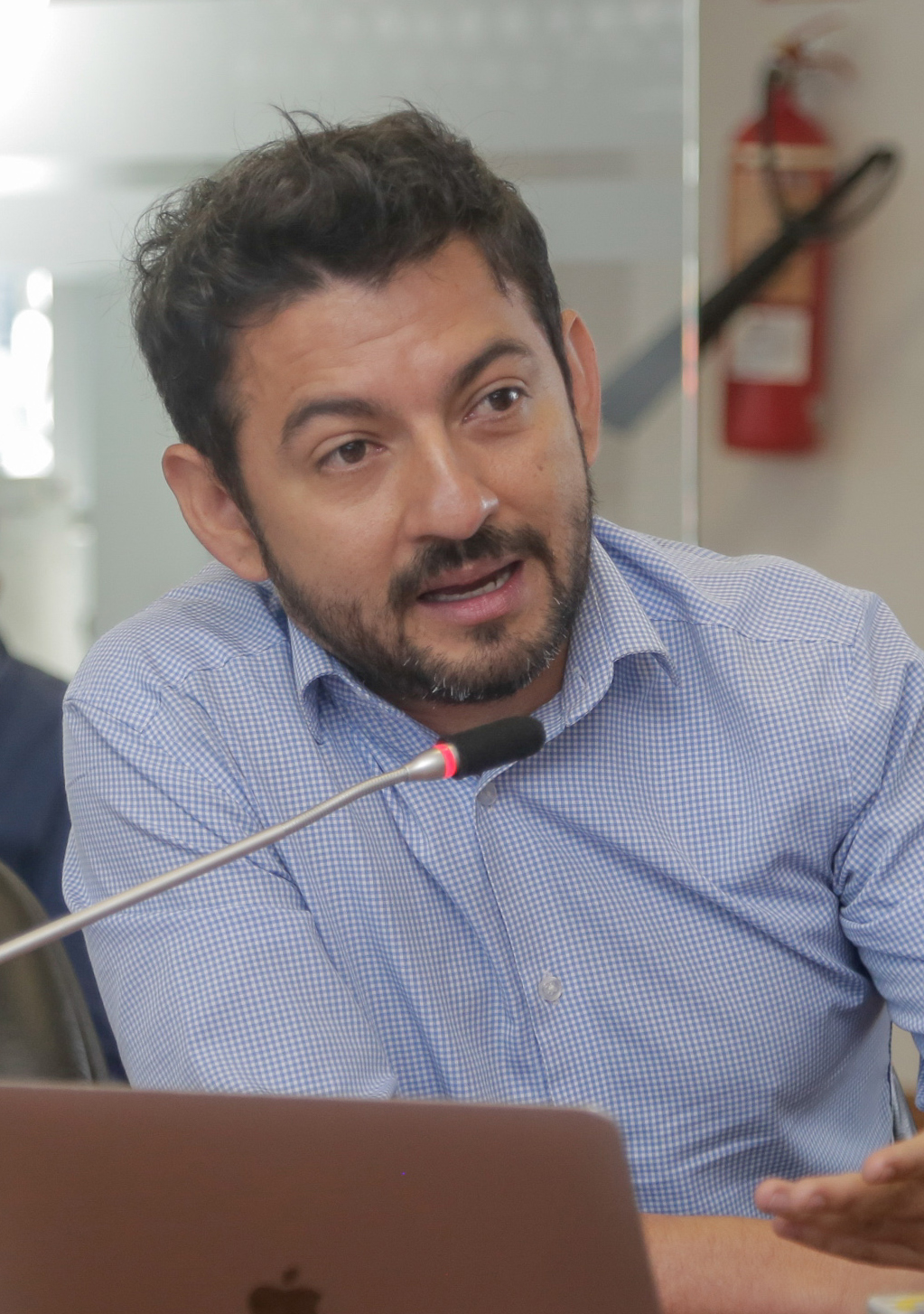
Millán Ludeña, corredor de maratón ecuatoriano, en 2017

Danny Forster visitó la mina para el quinto episodio de la octava temporada de Build It Bigger .
Millan Ludeña, un corredor de maratón ecuatoriano, se convirtió en la primera persona en correr un medio maratón completamente bajo tierra en la parte más profunda de la mina de oro Mponeng. Un adjudicador de Guinness World Records estuvo disponible para documentar la carrera y emitió el certificado para el medio maratón más profundo.